# Kanton Surgères
Der Kanton Surgères ist seit 1790 ein französischer Wahlkreis im Département Charente-Maritime und in der Region Nouvelle-Aquitaine. Er umfasst 29 Gemeinden im Arrondissement Rochefort. Im Rahmen der landesweiten Neuordnung der französischen Kantone wurde er im Frühjahr 2015 erweitert.

## Gemeinden
Der Kanton hat 29.522 Einwohner (Stand: 1. Januar 2022) auf einer Gesamtfläche von 363,72 km²:
| Gemeinde               | Einwohner 1. Januar 2022 | Fläche km² | Dichte Einw./km² | Code INSEE | Postleitzahl |
| ---------------------- | ------------------------ | ---------- | ---------------- | ---------- | ------------ |
| Aigrefeuille-d’Aunis   | 4.578                    | 16,76      | 273              | 17003      | 17290        |
| Ardillières            | 877                      | 15,70      | 56               | 17018      | 17290        |
| Ballon                 | 823                      | 12,18      | 68               | 17032      | 17290        |
| Breuil-la-Réorte       | 473                      | 16,07      | 29               | 17063      | 17700        |
| Chambon                | 985                      | 18,33      | 54               | 17080      | 17290        |
| Ciré-d’Aunis           | 1.560                    | 25,76      | 61               | 17107      | 17290        |
| Forges                 | 1.323                    | 13,58      | 97               | 17166      | 17290        |
| Landrais               | 798                      | 15,40      | 52               | 17203      | 17290        |
| Le Thou                | 2.085                    | 19,00      | 110              | 17447      | 17290        |
| Marsais                | 956                      | 23,98      | 40               | 17221      | 17700        |
| Puyravault             | 723                      | 13,68      | 53               | 17293      | 17700        |
| Saint-Georges-du-Bois  | 1.869                    | 27,90      | 67               | 17338      | 17700        |
| Saint-Pierre-la-Noue   | 1.498                    | 24,91      | 60               | 17340      | 17700        |
| Saint-Mard             | 1.244                    | 21,21      | 59               | 17359      | 17700        |
| Saint-Pierre-d’Amilly  | 564                      | 19,81      | 28               | 17382      | 17700        |
| Saint-Saturnin-du-Bois | 910                      | 25,21      | 36               | 17394      | 17700        |
| Surgères               | 6.861                    | 28,71      | 239              | 17434      | 17700        |
| Virson                 | 738                      | 9,92       | 74               | 17480      | 17290        |
| Vouhé                  | 657                      | 15,61      | 42               | 17482      | 17700        |
| Kanton Surgères        | 29.522                   | 363,72     | 81               | 1723       | –            |

Der Kanton umfasste bis 2015 zwölf Gemeinden: Breuil-la-Réorte, Marsais, Péré, Puyravault, Saint-Georges-du-Bois, Saint-Germain-de-Marencennes, Saint-Mard, Saint-Pierre-d’Amilly, Saint-Saturnin-du-Bois, Surgères, Vandré und Vouhé. Hauptort war ebenfalls schon Surgères.
Sein Zuschnitt entsprach einer Fläche von 231,66 km2. Er besaß vor 2015 den INSEE-Code 1737.

## Veränderungen im Gemeindebestand seit 2015
2018: 
- Fusion Chervettes (Kanton Saint-Jean-d’Angély), Saint-Laurent-de-la-Barrière (Kanton Saint-Jean-d’Angély) und Vandré  → La Devise
- Fusion Péré und Saint-Germain-de-Marencennes → Saint-Pierre-la-Noue

## Politik
| Vertreter im Departementrat | Vertreter im Departementrat  | Vertreter im Departementrat |
| Amtszeit                    | Namen                        | Partei                      |
| --------------------------- | ---------------------------- | --------------------------- |
| 2004–2011                   | Philippe Guilloteau          | DVD                         |
| 2011–2015                   | Marie-Pierre Brunet          | PRG                         |
| 2015–                       | Catherine Desprez Gilles Gay | DVD                         |